# Resolució 1478 del Consell de Seguretat de les Nacions Unides
La Resolució 1478 del Consell de Seguretat de les Nacions Unides fou adoptada per unanimitat el 6 de maig de 2003. Després de recordar resolucions 1132 (1997), 1171 (1998), 1306 (2000), 1343 (2001), 1385 (2001), 1395 (2002), 1400 (2002), 1408 (2002), 1458 (2003), 1467 (2003) i altres sobre la situació a Libèria, el Consell va ampliar les sancions contra el Govern de Libèria per un període addicional de dotze mesos fins al 7 de maig 2004 i va imposar la prohibició de les importacions de la seva fusta durant deu mesos.
El president de Libèria, Charles Ghankay Taylor, havia anunciat prèviament que importaria armes en contra de les resolucions del Consell de Seguretat.

## Resolució

### Observacions
El Consell de Seguretat va expressar la seva preocupació per les conclusions del panell d'investigació sobre el govern de Libèria, els Liberians Units per a la Reconciliació i la Democràcia (LURD amb base a Guinea i altres grups armats sobre les violacions de la resolució 1343. va acollir amb beneplàcit el llançament del Procés de Kimberley l'1 de gener de 2003 i els esforços de la Comunitat Econòmica dels Estats de l'Àfrica Occidental (ECOWAS) i el Grup de Contacte Internacional sobre Libèria per aconseguir pau i l'estabilitat a la regió, en particular el nomenament del president de Nigèria, Atiku Abubakar, com a mediador a Libèria. A més, el Consell va assenyalar els progressos positius que el Procés de Rabat havia realitzat a la subregió i va instar els membres de la Unió del Riu Mano a tornar a enfortir el procés, mentre que també s'encoratjaren les iniciatives de la societat civil.
El preàmbul de la resolució insta també a tots els estats de la regió, especialment a Libèria, a cooperar amb el Tribunal Especial per a Sierra Leone. Va continuar preocupat per la situació humanitària, les violacions dels drets humans i la inestabilitat greu a Libèria i Costa d'Ivori. Es va determinar que el suport del govern liberià als rebels a la Primera Civil de Costa d'Ivori i als rebels del Front Revolucionari Unit a Sierra Leone constituïa una amenaça a la pau i la seguretat internacionals a la regió.

### Actes
Actuant sota el Capítol VII de la Carta de les Nacions Unides, el Consell va decidir que el govern de Libèria no havia complert amb la Resolució 1343, i li preocupava que el nou registre d'aeronaus estigués inactiu. Va subratllar que les exigències de complir amb la Resolució 1343 eren ajudar a construir la pau i la seguretat a Sierra Leone i la regió. Tots els estats de la regió van ser convocats a participar en iniciatives regionals de pau, mentre que a Libèria i al LURD se'ls va demanar que iniciessin negociacions bilaterals destinades a finalitzar un alto el foc. Es concediran exempcions a la prohibició de viatjar als funcionaris de Libèria en els casos en què aquests viatges ajudin a resoldre conflictes a la regió. Tant el govern liberià com el LURD van ser convidats a permetre un accés sense obstacles i segur al personal humanitari de les Nacions Unides i a les organitzacions no governamentals i posar fi a l'ús de nens soldat, a la violència sexual i a la tortura. A més, es va demanar a tots els estats de la regió que s'abstinguessin de donar suport als grups armats als països propers, i en cas d'incompliment, es considerarien altres mesures per assegurar el compliment.
La resolució va ampliar les sancions internacionals existents contra Libèria per un any més i, si fos necessari, es prorrogarien o acabarien. Es va demanar al govern de Libèria que establís un règim de certificat d'origen per a diamants en brut, mentre que es va reafirmar que els diamants controlats pel govern quedarien exempts de restriccions anteriors. Atès que les auditories encomanades pel govern de Libèria no van demostrar ingressos dels vaixells de Libèria i del registre corporatiu i la indústria de la fusta es va utilitzar amb finalitats legítimes, el Consell va imposar la prohibició de les importacions de fusta de Libèria durant deu mesos. La prohibició entraria en vigor el 7 de juliol de 2003, tret que s'indiqui el contrari i es revisarà abans que finalitzi el període. L'impacte socioeconòmic de les sancions també es consideraria abans del 7 de setembre de 2003.
Es va demanar al secretari general Kofi Annan que presentés informes sobre les conseqüències socioeconòmiques de les sancions i, juntament amb l'ECOWAS, sobre el compliment del govern liberià amb les demandes del Consell de Seguretat i la seva aplicació. Els estats de la regió van ser cridats a enfortir mesures contra la proliferació d'armes curtes, armes lleugeres i activitats mercenàries. A més, es va demanar al secretari general un grup d'experts format per sis membres per dur a terme una missió de seguiment a Libèria i els estats veïns sobre el compliment del govern liberià; investigar l'ús il·legal dels ingressos; avaluar l'impacte socioeconòmic de les sancions; i informe amb observacions i recomanacions al Consell abans del 7 d'octubre de 2003.
El Consell de Seguretat va instar els estats a complir la implementació de resolucions anteriors i imposar una prohibició de viatge als membres de LURD. Es detallaria una llista d'empreses marítimes i aèries que actuaven en violació de la Resolució 1343 i es va demanar als estats de l'ECOWAS que ajudessin a identificar aquestes aeronaus i vaixells. Es realitzaria una revisió de les mesures abans del 7 de novembre de 2003 i cada sis mesos a partir de llavors.